# ワーケア
ワーケア（英語: Wākea）は、しばしば単に「アケア」（Ākea）」とも呼ばれ、ハワイの宗教・神話の男神で、地の母パパハナウモクと夫婦である。二人はハワイの支配者である首長たちの親夫婦と考えられている。
ワーケアは、オラロワイアに住んでいたカヒコ（Kahiko）の長男であった。カヒコはハワイの支配階級「アリイ」の祖先である。 
ワーケアは広大な空間、天頂、または天国を意味し、パパは基礎または表面を意味し、一緒にすると土地と空または天と地のシンボルとなる。この世を去った人々の魂はワーケアの家に旅すると信じられていた。彼らは、純粋であることが証明された場合はワーケアの領域の快適さを維持するが、そうでない場合にはルアオミル（Lua-o-Milu）に送られる。